# 黛安娜出浴圖
黛安娜出浴圖（法語：Diane sortant du bain）是由法國畫家法蘭索瓦·布雪於1742年所繪製的油畫。描繪羅馬神話中月亮女神和狩獵女神的黛安娜,自狩獵歸來在水邊沐浴後的景象。 自1852起，收藏於法國羅浮宮博物館。